# Melmoth el errabundo
Melmoth el Errabundo (Melmoth the Wanderer) es una novela del escritor irlandés Charles Maturin con la cual culmina la tradición de la novela gótica de terror clásica; la siguiente novela gótica, Drácula de Bram Stoker, fue publicada 68 años después, en 1897.[cita requerida] Melmoth el Errabundo fue publicada en 1820.
Melmoth es el personaje romántico por excelencia, fáustico y byroniano, que ha llevado a cabo un pacto con el Diablo. Llega a vivir doscientos años y, cansado de su existencia desarraigada, sólo busca a quien traspasarle esa carga de eternidad a cambio de su alma. La descripción de los sufrimientos de los sucesivos personajes prefigura los terrores psicológicos de Edgar Allan Poe.

## Repercusiones y traducción
Apiadado del protagonista, Honoré de Balzac escribiría su novela corta Melmoth reconciliado (Melmoth réconcilié). Otros grandes escritores como Thackeray, Dante Gabriel Rossetti y Charles Baudelaire expresarían en su día gran estima por las obras del autor.[cita requerida]
En castellano, se encuentra publicada la novela Melmoth el errabundo a cargo de la Editorial Valdemar (ISBN 84-7702-315-8).